# Salzwedel
Salzwedel är en stad och hansestad i det tyska förbundslandet Sachsen-Anhalt och huvudort i distriktet Altmarkkreis Salzwedel.
Tidigare kommuner som uppgått i Salzwedel sedan 2009 är år 2009 Benkendorf, år 2010 Chüden, Henningen, Klein Gartz, Langenapel, Liesten, Osterwohle, Pretzier, Riebau, Seebenau och Tylsen samt 2011 Steinitz och Wieblitz-Eversdorf.
Staden ligger i norra delen av landskapet Altmark som tillhör det nordtyska låglandet.
Det första kända samhället på stadens territorium existerade under 800-talet i närheten av en borg. Ortens namn syftar på ett vadställe genom floden Jeetzel som här korsades av en salthandelsväg. 1233 betecknas Salzwedel för första gången som stad.
|  |
|  |